# Xylotoles
Xylotoles é um género de escaravelho da família Cerambycidae.
Este género contém as seguintes espécies:
- Xylotoles costatus